# طيطبا
طيطبا كانت قرية فلسطينية في قضاء صفد، تقع على بعد 5 كيلومتر شمال صفد. قامت العصابات الصهيونية المسلحة بهدم القرية وتشريد أهلها البالغ عددهم عام 1948، 615 نسمة وكان ذلك في 1 مايو 1948 وبلغ مجموع اللاجئين من هذه القرية في عام 1998 حوالي 3776 نسمة. وكانت تبعد عن مدينة صفد 10 كم، وترتفع 800 م عن سطح البحر. بلغت مساحة أراضيها حوالي 8453 دونماً، أحاطت بها أراضي قرى دلاتة والرأس الأحمر والجش والريحانية وقديتا وعموقه. قدر عدد سكانها عام 1922 حوالي 299 نسمة وفي عام 1945 حوالي 530 نسمة. تعد القرية ذات موقع أثري يحتوي على بقايا مدفن قديم إلى جانب تل صغير في شرق القرية.

## وصلات خارجية
- طيطبا ترحب بكم